# Monumento a la Victoria
El Monumento a la Victoria (en tailandés: อนุสาวรีย์ชัยสมรภูมิ) es un monumento militar en Bangkok, Tailandia. El monumento está localizado en el distrito Ratchathewi, al noreste del centro de Bangkok, en el centro de una rotonda en la intersección de la carretera Phahonyothin y las avenidas Phaya Thai y Ratchawithi.
El monumento fue erigido en junio de 1941 para conmemorar la "victoria" tailandesa en la Guerra franco-tailandesa, un conflicto breve realizado en contra de las autoridades coloniales francesas de Indochina, que tuvo como resultado la anexión por parte de Tailandia  de algunos territorios del oeste de Camboya y del norte y del sur de Laos. Estos fueron parte de los territorios que el Reino de Siam fue forzado a ceder a Francia en 1893 y en 1904.